# Castillo de Boucard
El castillo de Boucard (en francés: Château de Boucard) es un château francés situado a unos 15 km de Sancerre y a 40 km al noreste de Bourges, en la comuna de Noyer , departamento de Cher (hoy región de Centro-Val de Loira) en el Pays-Fort, una región natural de la antigua provincia de Berry adyacente al Sancerrois.  El edificio original fue construido durante la Edad Media y el Renacimiento y fue abandonado en el siglo XIX, para ser restaurado en el XX.  El castillo ahora sigue siendo residencia particular y está abierto al público, visitándose los apartamentos del duque de Navailles. En el castillo se celebra desde 1966 el Festival de Boucard, un corto festival de música clásica que es uno de los festivales más antiguos de Francia. 
El castillo fue objeto de una clasificación en el título de los monumentos históricos el 10 de julio de 1995.

## Historia y arquitectura
El castillo está construido en el borde del gran Sauldre, en Pays-Fort, en las fronteras del Sancerrois y del antiguo principado de Boisbelle.

### El castillo medieval
Toma su nombre de la familia de Boucard (o Boucart), natural de Gascogne, que se convirtió en propietaria de tierras en el  Haut-Berry, en la boda de Jean de Boucart con Anne de Blancafort a finales del siglo XIV.
Poco después de esta instalación, el actual castillo fue construido sobre el sitio de una antigua mota feudal  (Motte du Plessis)  por Lancelot de Boucart. De este castillo construido en un estilo todavía predominantemente medieval, subsiste la estructura principal del châtelet de entrada, los muros exteriores y las torres de esquina del castillo.

### El castillo renacentista
El castillo tal como es hoy en día se debe principalmente a Antoine de Boucard, gentilhombre de la casa de Francisco I, combatiendo en las guerras de Italia, que construyó en 1520, en el estilo del primer Renacimiento un logis nuevo en la esquina sur del patio. Uno de sus descendientes, François de Boucard, hizo erigir el ala en 1560. En la fachada está inscrita la divisa del castillo  «Victrix patentia fatia» [Paciencia, victoriosa del destino]. 

### Época moderna
De 1671 a 1674, Luis XIV asignó a Philippe de Montaut-Bénac de Navailles, la residencia en Boucard. Este último abrió el patio sobre el Sauldre y desarrolló el primer piso del ala norte.
La planta del jardín fue dada por Dosmont, discípulo del arquitecto del rey Jean-Michel Chevotet, para el fermier général Étienne Perrinet de Jars que se convirtió en el propietario del castillo en 1760.
El castillo se mantendrá en su familia, que poco a poco se desinteresa en la propiedad, el dominioe se abandona gradualmente en el transcurso del siglo XIX, para no ser más que un lugar dedicado a la caza.

### Restauración en elsigloXX
En la década de 1920, Charles-Auguste de Bryas, un descendiente de la familia de Vogüé, heredó el castillo. Su esposa, Hélène de Bryas (nacida de La Rochefoucauld) redescubrió el castillo y los jardines que amenazaban con caer en ruinas, y los restauró para hacer que el dominio fuese habitable. La familia permanecerá allí en general durante la Segunda Guerra Mundial.
En la década de 1960, el castillo recae en su actual propietario, Marie-Henriette de Montabert, hija de Helena de Brias, que lo abre al público y se incluye entre las etapas de la ruta Jacques-Cœur en 1965.
El castillo, así como sus dependencias, parques y jardines, fosos, canales y puentes fue objeto de una clasificación en el título de los monumentos históricos  desde el 10 de julio de 1995.

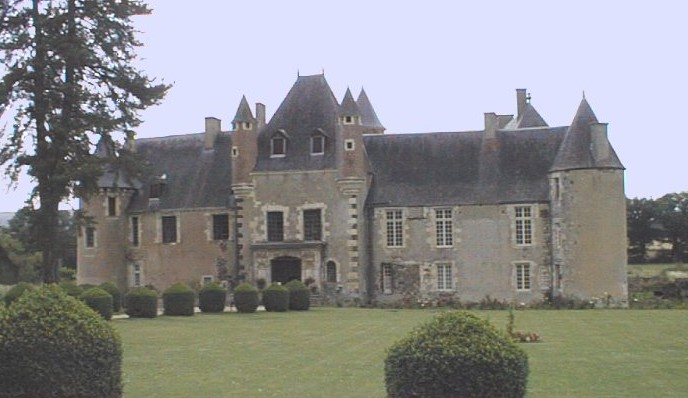
Fachada norte vista desde el parque
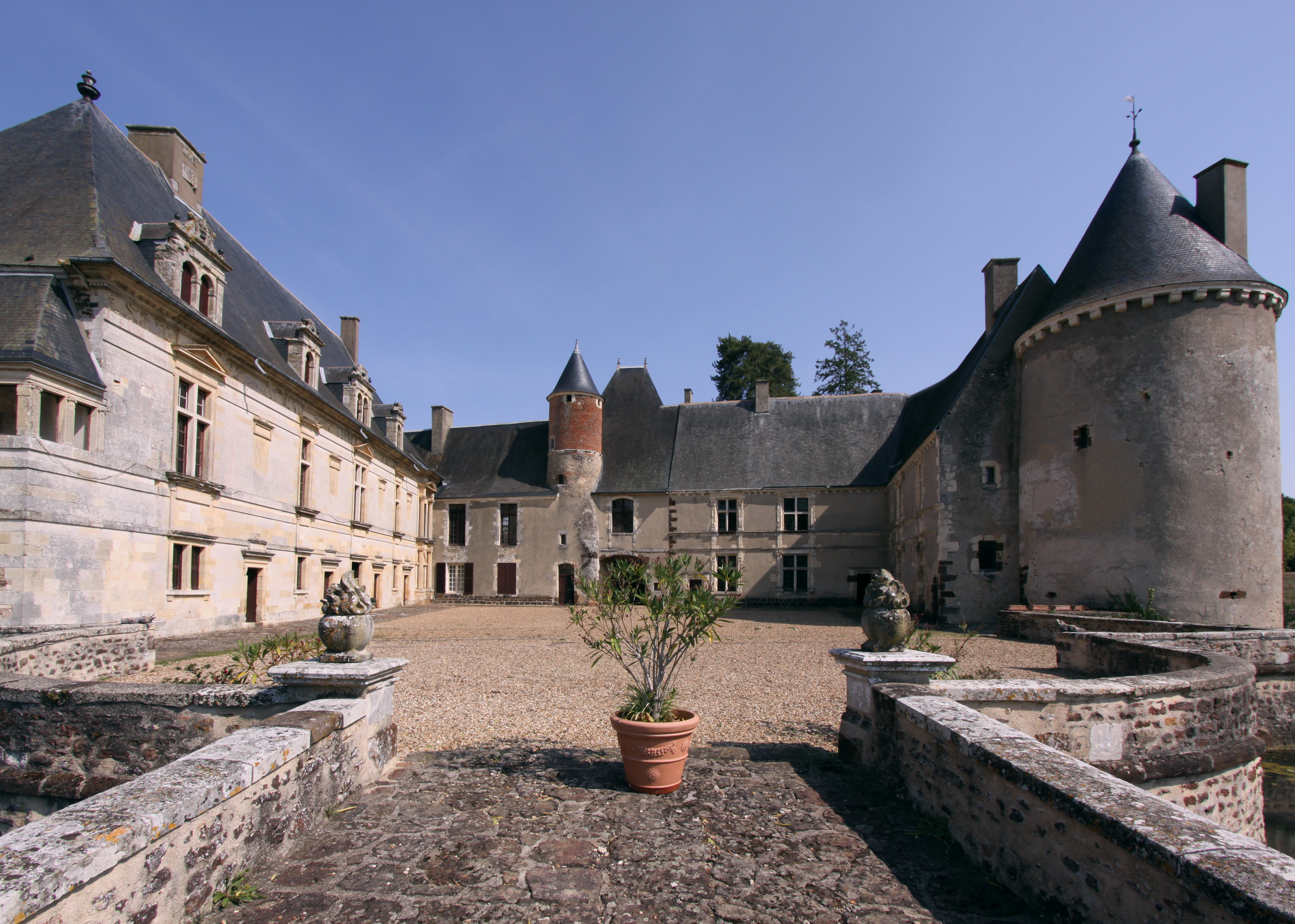
El patio
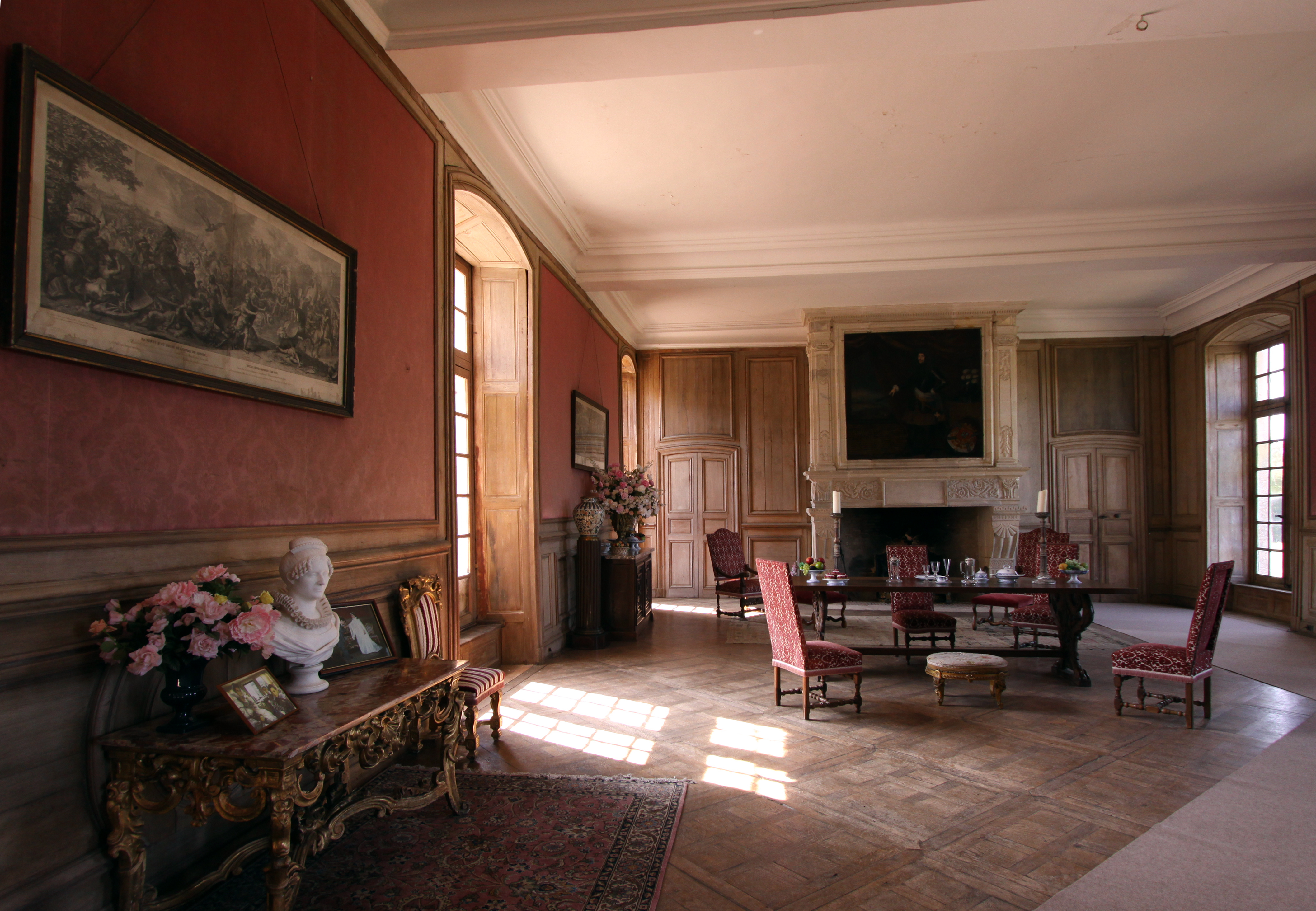
Sala interior del ala derecha